# Fernando Alloco
Fernando Alloco (Paraná, Provincia de Entre Ríos, Argentina, 30 de abril de 1986) es un exfutbolista argentino. Jugaba de defensa y su último equipo fue Boca Unidos del Torneo Federal A de Argentina. Actualmente es asistente técnico de Néstor Lorenzo en la Selección de fútbol de Colombia.

## Trayectoria
Fue promovido en el Club Atlético Colón en el año 2004, pero debutó en el Clausura 2006. Jugó un par de años en Defensa y Justicia cumpliendo actuaciones regulares. Luego jugó un par de temporadas en el Independiente Rivadavia.
A inicios del año 2011 llegó al Sport Boys club en el cual fue una de las figuras junto a Michael Guevara. Fue elegido el jugador del partido en un enfrentamiento contra Universitario de Deportes, ese partido Boys lo ganó 2-0 donde Alloco anotó uno de los dos goles. Ese año jugó 27 partidos y anotó 2 goles. En 2012 llegó al Real Garcilaso club donde fue subcampeón del torneo peruano, clasificando a la Copa Libertadores 2013 y siendo elegido como uno de los mejores centrales del campeonato.
En el año 2013 llegó a Universitario de Deportes siendo campeón del torneo peruano y clasificando a la Copa Libertadores 2014. Luego de una mala campaña en la Copa Libertadores, el club tuvo un problema con el cupo de extranjeros del torneo peruano siendo Alloco excluido al principio del Campeonato Descentralizado y llegando a jugar la última parte del torneo.
Después jugó la Champion league por el ásteras tripoli de Grecia.

## Clubes

### Como jugador
| Club                      | País      | Año         |
| ------------------------- | --------- | ----------- |
| Colón de Santa Fe         | Argentina | 2004 - 2007 |
| San Martín de San Juan    | Argentina | 2007        |
| Defensa y Justicia        | Argentina | 2008 - 2009 |
| Independiente Rivadavia   | Argentina | 2009 - 2010 |
| Sport Boys                | Perú      | 2011        |
| Real Garcilaso            | Perú      | 2012        |
| Universitario de Deportes | Perú      | 2013 - 2014 |
| Asteras Trípoli           | Grecia    | 2015 - 2016 |
| Boca Unidos               | Argentina | 2016 - 2020 |

### Como asistente técnico
| Club               | País     | Año           | AT de:         |
| ------------------ | -------- | ------------- | -------------- |
| FBC Melgar         | Perú     | 2021-2022     | Néstor Lorenzo |
| Selección Colombia | Colombia | 2022-presente | Néstor Lorenzo |

## Palmarés

### Títulos nacionales
| Título                    | Club                      | País | Año  |
| ------------------------- | ------------------------- | ---- | ---- |
| Primera División del Perú | Universitario de Deportes | Perú | 2013 |

### Distinciones individuales
| Distinción                                                                                            | Año  |
| --- | ---- |
| Incluido en el equipo ideal del Campeonato Descentralizado según el portal periodístico DeChalaca.com | 2012 |
| Mejor defensa del año de la Primera División del Perú                                                 | 2012 |